# Stenurella melanura
Stenurella melanura là một loài bọ cánh cứng trong họ Cerambycidae.

## Hình ảnh

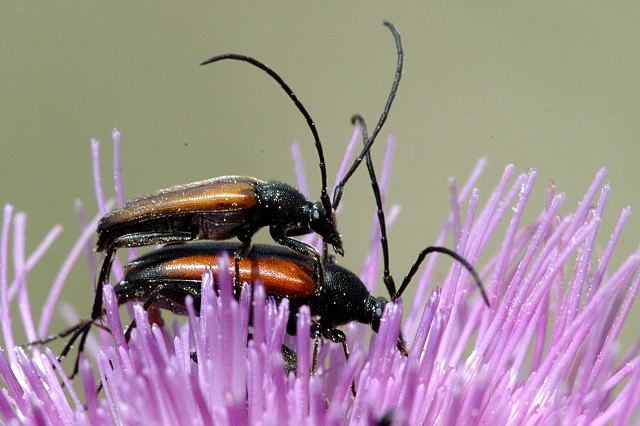
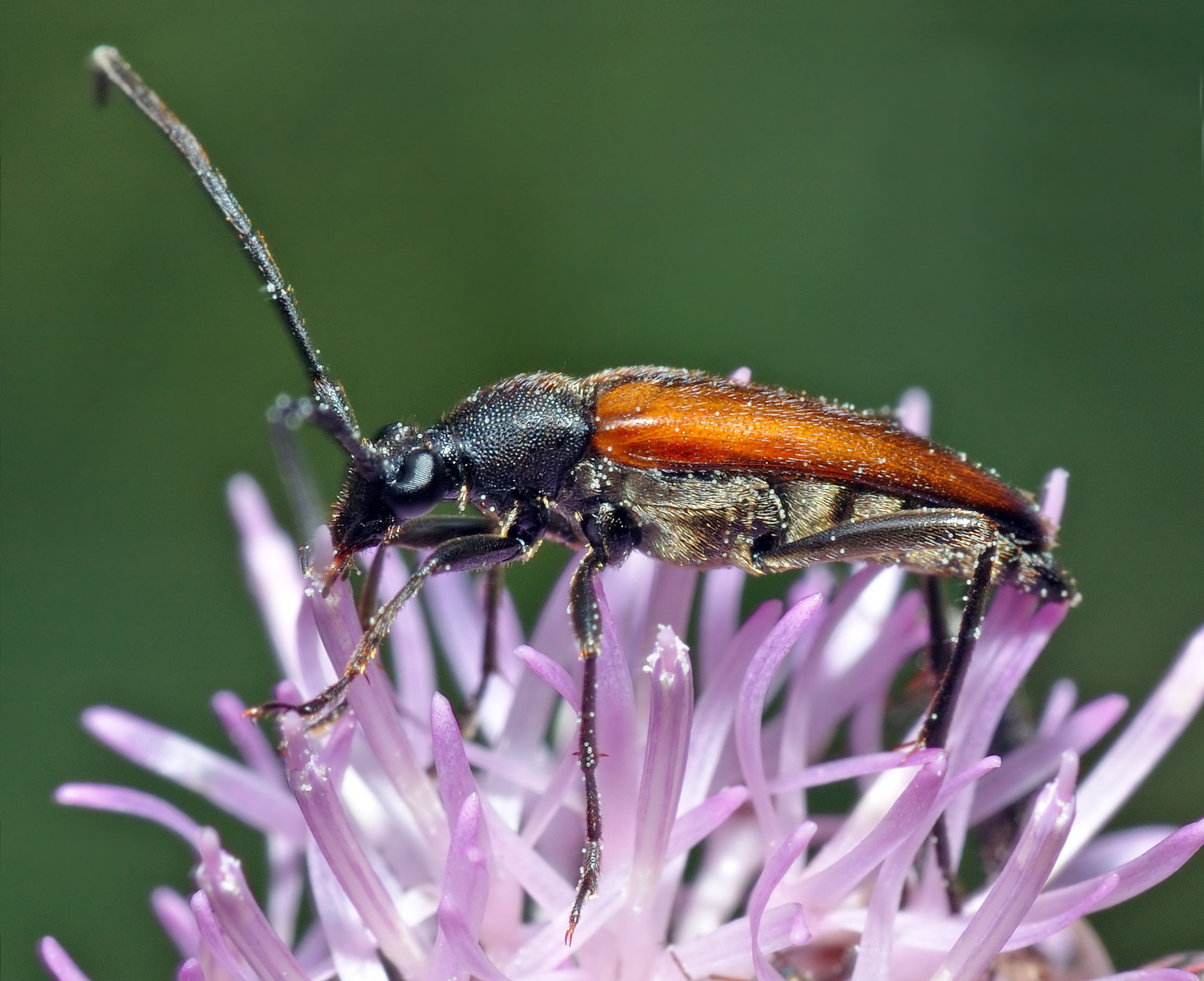
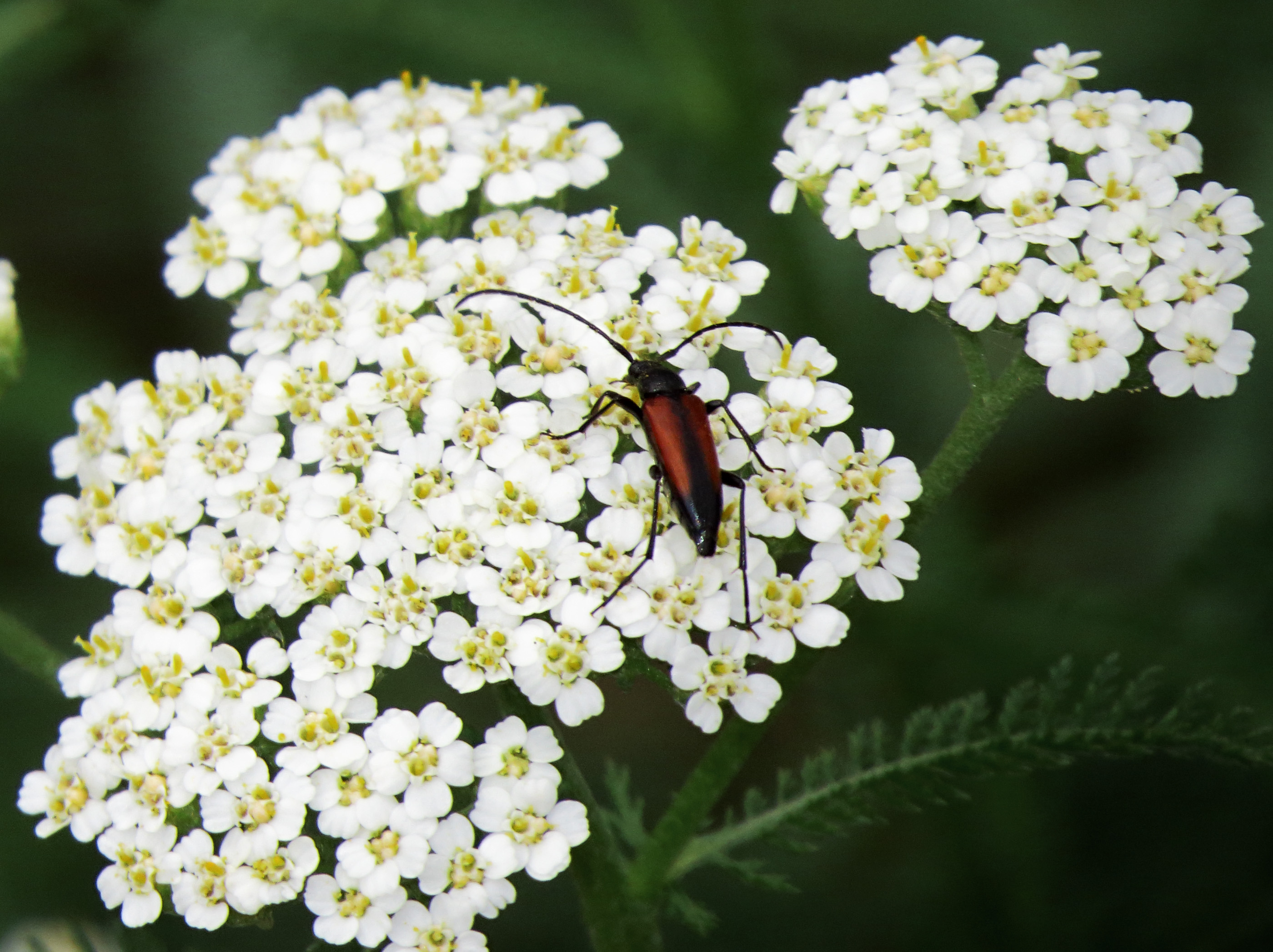